# Industriegebiet St. Georgen (Bayreuth)

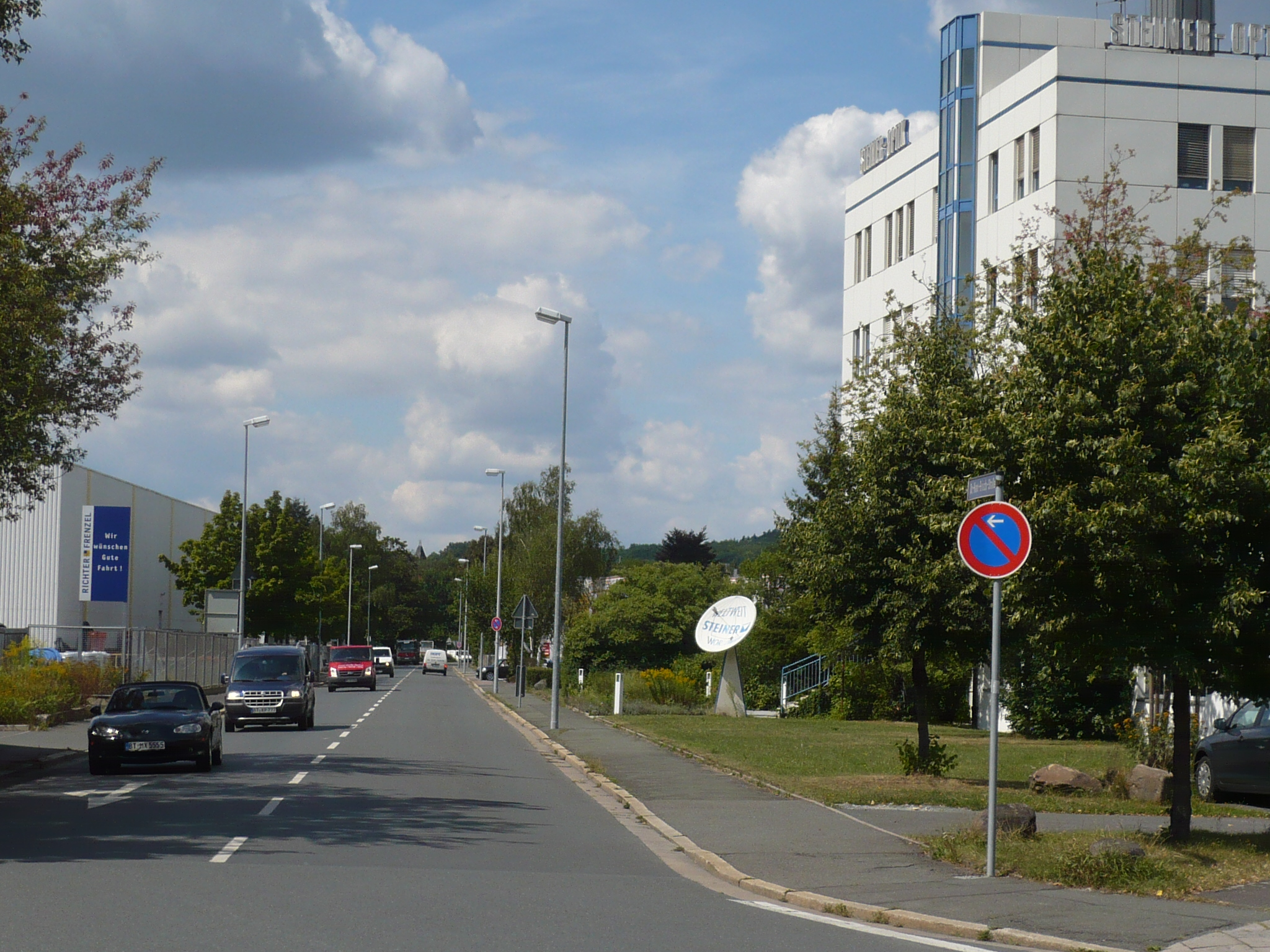
Dr.-Hans-Frisch-Straße im Industriegebiet Nord

Das Industriegebiet Sankt Georgen ist ein Stadtteil der oberfränkischen Stadt Bayreuth.

## Vorgeschichte
Nach dem Zweiten Weltkrieg geriet Bayreuth in eine Randlage abseits der großen Verkehrsströme. Es wurde offenbar, dass sich die Stadt lange auf ihrem Status als Festspielstadt ausgeruht hatte. Der fragwürdige Glanz als Hauptstadt des Gaus Bayerische Ostmark war mit dem Ende des Dritten Reichs erloschen, eine Wiederbelebung der Festspiele nicht in Sicht. Der völlig unzureichende und zudem ziemlich einseitige industrielle Besitzstand mit allen Risiken einer Monostruktur war noch nicht beseitigt. Bis auf wenige Ausnahmen (Brauereien, Franka Kamerawerk) dominierte die Textilindustrie mit drei großen Werken, deren Niedergang schließlich 1992 mit dem Ende der Neuen Baumwollen-Spinnerei besiegelt war.
Zu jener Zeit „kam die Armseligkeit des Gemeinwesens Bayreuth erst richtig zum Vorschein“, zumal mehrere tausend aufgenommene Kriegsflüchtlinge noch in ärmlichen Barackensiedlungen lebten. Zur Hebung der Steuerkraft wurde östlich der Siedlung Saas ein kleines Industriegelände an der ehemaligen Motorsportschule des Nationalsozialistischen Kraftfahrer-Korps (NSKK) eingerichtet. Auch im Kasernenviertel siedelten sich mehrere Betriebe an. Für größere Zukunftspläne hinsichtlich einer Industrialisierung der Stadt eigneten sich diese Standorte jedoch nicht.
Während Ansiedlungspläne der Firma Siemens nachweislich ins Reich der Legende gehören, „verpatzten“ die Stadtväter die Chance, das Dressin-Kosmetikwerk anzusiedeln und ließen es nach Kulmbach ziehen. Dessen Entwicklungschancen wurden in der Nachkriegszeit verkannt, zudem handelte es sich um einen „hereingeschmeckten“ Unternehmer.
Ansonsten kämpfte der Wirtschaftsförderungsausschuss des Stadtrats verbissen um jeden Betrieb und um jede noch so bescheidene Neuansiedelung. Der ab Juli 1948 amtierende Oberbürgermeister Hans Rollwagen (SPD) stellte schließlich die Weichen, um die Stadt für die Gründerzeit der 1950er Jahre fit zu machen. Er gilt als der „Vater der zweiten Industrialisierung der Stadt“.

## Geschichte
1952 begann der Ausbau eines Geländes nördlich des Stadtteils Sankt Georgen. Dort waren auf dem 1775 trockengelegten Brandenburger See zum Vergnügen des Markgrafen Georg Wilhelm Seeschlachten inszeniert worden, seitdem wurde es landwirtschaftlich genutzt. Am südlichen Rand verlief die Bahnstrecke Bayreuth–Warmensteinach, in deren Nähe sich einige kleinere Betriebe angesiedelt hatten, vor allem die Insel-Schokoladenfabrik (1910), das Knorr Haferflockenwerk (1918) und der Milchhof (1941). Rollwagen ließ die Infrastruktur für ein zukünftiges Industriegebiet errichten, mit Straßen, Kanalisation, Versorgungsleitungen und einem Gleisanschluss. An der Biegung der Riedingerstraße nahe der Bahnstrecke Bayreuth–Neuenmarkt-Wirsberg entstand ein Umspannwerk. In unmittelbarer Nähe befand sich die Anschlussstelle Bayreuth-Nord der heutigen A 9, Arbeitskräfte standen in der wirtschaftlich unterprivilegierten Region reichlich zur Verfügung.

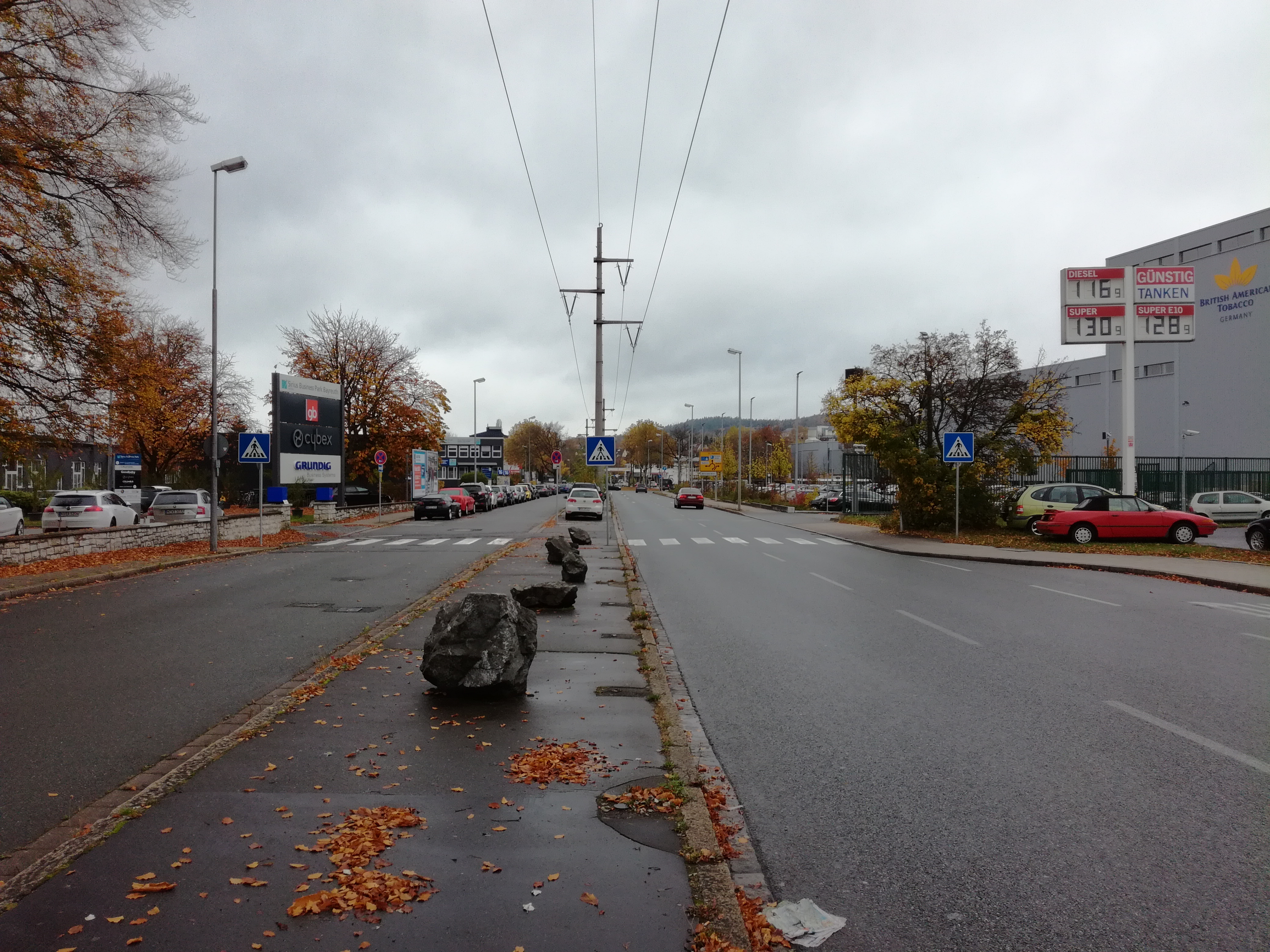
Riedingerstraße zwischen den Werken von Grundig (links) und BAT (rechts)

Zwei bedeutende Unternehmen konnten 1956 in das neue Industriegebiet geholt werden. Der Zigarettenhersteller British American Tobacco (BAT; im örtlichen Sprachgebrauch „Batberg“) baute ein Werk an der Riedingerstraße, das am 15. Juli 1957 in Betrieb genommen wurde. Dort wurde unter anderem die Marke HB produziert, 2007 wurde es mit einer Jahreskapazität von 42,3 Milliarden hergestellten Zigaretten das weltweit größte Werk des Konzerns. Als schwierig erwiesen sich die Verhandlungen mit Max Grundig, die erst nach einem „Gipfelgespräch“ mit Rollwagen erfolgreich waren. Danach wurde jedoch schnell ein Tonbandgerätewerk errichtet, das zeitgleich mit der Zigarettenfabrik seine Produktion aufnahm. Das Werk VII der Grundig AG galt als größte Tonbandgerätefabrik der Welt. Mitte der 1960er Jahre beschäftigte das Unternehmen dort mehr als 2000 Mitarbeiter und hatte vor Ort über einen eigenen Hubschrauberlandeplatz angelegt.
Noch in den 1950er Jahren war die Firma Steiner-Optik von der nahen Inselstraße jenseits der Bahnstrecke in die Dr.-Hans-Frisch-Straße auf dem neuen Gelände umgezogen, auch eine Firma für Klimatechnik hatte sich etabliert. In der Folge siedelten sich aber nicht nur Industrie-, sondern vor allem Dienstleistungsbetriebe wie Autoreparaturwerkstätten und Discounter an. Bis 2022 existierten im dortigen Teil des Industriegebiets Sankt Georgen zwei SB-Warenhäuser; das im Oktober 1971 eröffnete Shopping- und Freizeit-Center Life 2000 wurde im Juli 1973 vom Großhandelsunternehmen C & C-Meister übernommen und unter dem Namen Meisterkauf geführt. Später wurde es von der Real SB Warenhaus GmbH betrieben und 2022 geschlossen. Ende November 2024 wurde es, nach einem Umbau, als „Riedinger-Center“ wieder eröffnet.
1967 wurde das Industriegebiet auf ein Gelände jenseits der Autobahn ausgedehnt. Zur Unterscheidung vom fortan als Industriegebiet-Nord bezeichneten Bereich erhielt das neue Areal den Namen Industriegebiet-Ost. Dort hatte sich bis zum Ende des Zweiten Weltkriegs der Flugplatz Laineck befunden, später ein Flüchtlingslager. Durch einen Gebietstausch mit der Bundeswehr kam die Stadt in seinen Besitz.
Im Industriegebiet-Ost gibt es, mit einer Ausnahme, keinen Einzelhandel. Der bedeutendste ansässige Betrieb ist die medizintechnische Firma medi mit ca. 850 Beschäftigten. Zur Energiebranche zählt die Firma Tennet TSO (vormals E.ON Netz), ein deutsches Tochterunternehmen des niederländischen Stromnetzbetreibers Tennet.
Mit dem im Januar 1990 ausgewiesenen Gewerbegebiet Bindlacher Allee kam zwischen der gleichnamigen Straße, der Autobahn und der Stadtgrenze ein weiterer, kleinerer Bereich hinzu. Das dortige Weideland war ein wichtiger Rastplatz für Kiebitze und Lachmöwen während des Vogelzugs, zudem diente es als Nahrungsrevier für die Bayreuther Weißstörche. Auf dem Gelände haben sich Möbelgeschäfte und ein Elektromarkt niedergelassen, im Mai 1991 wurde der Grundstein für eine Käserei gelegt. Auf dem östlich anschließenden Gelände der ehemaligen Bundeswehrkaserne entsteht derzeit ein „Logistikpark“.
Das Bayreuther Grundig-Werk wurde im Oktober 2001 in die Grundig Business Systems GmbH (GBS) überführt und entging damit der späteren Insolvenz der Grundig AG. Im Jahr 2023 wurde die GBS in zwei voneinander unabhängige Unternehmen geteilt. Das BAT-Konzernmanagement teilte im Juli 2016 mit, dass die Zigarettenherstellung am Standort Bayreuth Ende 2017 eingestellt werde. 2021 wurde auf dem Gelände der vormaligen Zigarettenfabrik das Bayerische Zentrum für Batterietechnik (BayBatt) der Universität Bayreuth angesiedelt.

## Beschreibung
Das Industriegebiet Nord weist mit der Weiherstraße eine Nord-Süd-Achse auf, wichtigste Querverbindungen bilden die jeweils weitgehend nur als Einbahnstraßen befahrbare Riedingerstraße und der Straßenzug Dr.-Hans-Frisch-Straße – Sophian-Kolb-Straße. Das Anschlussgleis der Eisenbahn führte vom Bahnhof St. Georgen in eine enge 90°-Kurve und von dort geradlinig nach Norden. Dabei durchquerte es mehrere Industriebetriebe, darunter Grundig und BAT. Reste davon sind nach wie vor vorhanden, sie liegen jedoch brach und sind nicht mehr mit dem Hauptgleis verbunden. Im Norden des Gebiets hat ein Recycling-Betrieb einen Gleisanschluss, der aber vom Bahnhof Bindlach aus bedient wird.
Im Industriegebiet Ost existiert ein Gleisanschluss zur Firma medi, der ebenfalls nicht mehr genutzt wird. Das Gebiet wird im Süden von der alten Bindlacher Allee erschlossen, nördlich über die Christian-Ritter-von-Langheinrich-Straße.
In den letzten Jahren hat sich das Industriegebiet über die Stadtgrenze hinaus in die Nachbargemeinde Bindlach ausgedehnt. Dort liegen die Gewerbegebiete Bindlach-Süd und Bindlach-Süd-West, die mittlerweile nahezu nahtlos mit den Bayreuther Bereichen verwachsen sind und u. a. den Firmensitz der Textildiscounters NKD beherbergen.

## Öffentlicher Verkehr
Die Bereiche Nord und Bindlacher Allee werden von der Regionalbahnlinie R32 am peripher gelegenen Bahnhof Sankt Georgen und der Stadtbuslinie 302 erschlossen, das Industriegebiet Ost über die Bahnstation Laineck und den Stadtbus 301. Die öffentlichen Verkehrsmittel gehören zum Tarifbereich des Verkehrsverbunds Großraum Nürnberg (VGN).